# Kanton Île d'Oléron
Île-d'Oléron is een kanton van het Franse departement Charente-Maritime. Het kanton maakt deel uit van het arrondissement Rochefort.
In 2019 telde het 21.972 inwoners.

Het kanton werd gevormd ingevolge het decreet van 27 februari 2014 met uitwerking op 22 maart 2015, door samenvoeging van de opgeheven kantons Saint-Pierre-d'Oléron en Le Château-d'Oléron. Het kreeg Saint-Pierre-d'Oléron als hoofdplaats.

## Gemeenten
Het kanton omvat volgende 8 gemeenten:
- La Brée-les-Bains
- Le Château-d'Oléron
- Dolus-d'Oléron
- Le Grand-Village-Plage
- Saint-Denis-d'Oléron
- Saint-Georges-d'Oléron
- Saint-Pierre-d'Oléron
- Saint-Trojan-les-Bains